# Dasineura betuleti
Dasineura betuleti is een muggensoort uit de familie van de galmuggen (Cecidomyiidae). De wetenschappelijke naam van de soort is voor het eerst geldig gepubliceerd in 1886 door Kieffer.